# Ceratinia rehni
Ceratinia rehni är en fjärilsart som beskrevs av Fox 1941. Ceratinia rehni ingår i släktet Ceratinia och familjen praktfjärilar. Inga underarter finns listade i Catalogue of Life.